# Dick Leiker
D.L. (Dick) Leiker (Buitenpost, 28 november 1919 - Veldhoven, 11 januari 1995) was een Nederlandse leproloog (lepradeskundige).

## Biografie

### Werkzame periode
Dick Leiker studeerde in 1948 af aan de medische faculteit van de Rijksuniversiteit Groningen. Van 1949 tot 1957 werkte hij in het voormalige Nederlands-Nieuw-Guinea als overheidsarts, verantwoordelijk voor de leprabestrijding.
Bij vertrek uit Nieuw-Guinea in 1957 overkwam hem een vliegtuigongeluk bij Biak: De Neutron, een KLM-vliegtuig, stortte neer en 58 van de 68 mensen aan boord kwamen daarbij om het leven. Leiker en zijn gezin reisden in dat vliegtuig; hij verloor zijn vrouw en hun vier kinderen. De NPO maakte in 2017 een radiodocumentaire over de ramp en de rol van Dick Leiker.
Van 1958 tot 1961 specialiseerde hij zich als dermatoloog (huidarts) van in het Erasmus Universitair Ziekenhuis in Rotterdam. Daarna diende hij als lepraconsulent in Noord-Nigeria. In 1965 kwam hij in dienst van het Koninklijk Instituut voor de Tropen (KIT) in Amsterdam. In 1967 was Leiker een van de medeoprichters van de Leprastichting. Hij was ook als parttime adviseur verbonden aan de dermatologische klinieken van de Universiteit van Amsterdam (vanaf 1968) en de Erasmus Universiteit Rotterdam (vanaf 1970).

### Pensionering

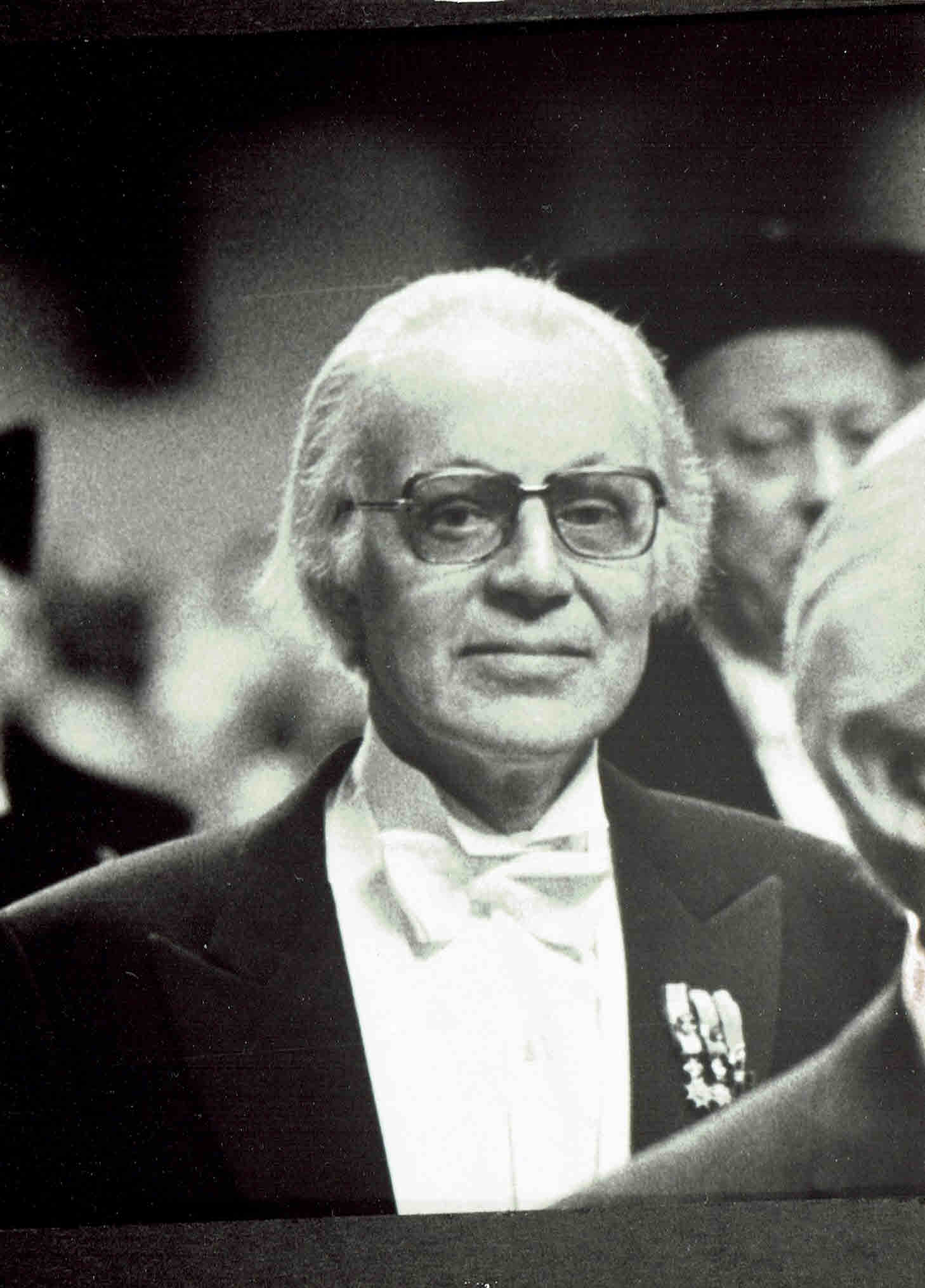
prof.dr.D.L.Leiker eredoctoraat 8 januari 1981

Leiker ging met pensioen bij het KIT in 1982, maar bleef actief als medisch adviseur van de Leprastichting en als gastprofessor in de tropische dermatologie en lepra aan de Universiteit van Genua, Italië. Hij was lid van verschillende commissies waaronder het adviespanel van de Wereldgezondheidsorganisatie en de Medische Commissie van de International Federation of Anti-Leprosy Associations (ILEP). Hij bleef actief als redacteur van The International Journal of Leprosy and Other Mycobacterial Diseases.
Dick Leiker was een man met visie. Hij was een begaafd leraar en had een sterke interesse in wetenschappelijk onderzoek. Hij heeft bijgedragen aan de ontwikkeling en introductie van multidrug-therapie voor lepra. Hij publiceerde ongeveer 100 wetenschappelijke artikelen over vrijwel alle aspecten van de leprologie, waaronder de immunologie, histopathologie, epidemiologie en volksgezondheid. Hij heeft bijgedragen aan verschillende boeken als auteur of redacteur. Zijn publicaties zijn te vinden op de website van INFOLEP.

### Onderscheidingen
- Vanwege zijn wetenschappelijke verdiensten reikte de Universiteit van Amsterdam hem in 1981 een eredoctoraat uit.
- Ridder in de Orde van Oranje-Nassau;
- De Albert Schweitzer-prijs 1965;
- De Eykman-medaille;
- De Mendes da Costa-medaille;[3]
- De Leprastichting NSL Award.
- Erelid van de International Leprosy Association (ILA).[4]

### Overlijden
Dick Leiker stierf 11 januari 1995 te Veldhoven op 75-jarige leeftijd ten gevolge van de complicaties van vaatlijden.